# Enterotoxemia
Enterotoxemia é uma infecção causada pelo Clostridium perfringens que afeta vários tipos de animais domésticos, mas não é conhecida por afetar humanos. Também é conhecida como uma doença de empaturramento e pode matar os animais dentro de 2 horas.